# كلية العلاج الطبيعي (جامعة القاهرة)
كلية العلاج الطبيعي جامعة القاهرة هي كلية حكومية مصرية تتبع جامعة القاهرة وتهدف إلي تخريج متخصصين في العلاج الطبيعي قادرين على تشخيص وعلاج المرضى بطرق طبيعية وفيزيائية وتطوير والحفاظ على الحركة واعادتها إلى الحد الأقصى والقدرة الوظيفية في جميع مراحل الحياة.

## النشأة
صدر القرار الوزاري عام 1962 بإنشاء المعهد العالي للعلاج الطبيعي وقد أشرف على هذا المعهد هيئة من وزارة التعليم العالي، ثم انتقلت تبعية المعهد إلى جامعة القاهرة تحت إدارة كلية الطب عام 1975 في نفس مقره. وفى عام 1969 انتقل المعهد إلى شارع هارون بالدقي. وفى عام 1976 بدأت الدراسات العليا لمنح درجة الدبلوم والماجستير والدكتوراة. وفى شهر ديسمبر 1978 اضيفت سنة تدريبية اجبارية (سنة امتياز) بعد الفرقة الرابعة. ثم نقل المعهد إلى مقرة الجديد داخل الحرم الجامعي عام 1989- 1990.
وفى واحد من شهر يونيو عام 1992 صدر القرار الجمهوري رقم 20 لسنة 1992 بتعديل مسمى المعهد العالي للعلاج الطبيعي إلى كلية العلاج الطبيعي ويتبع مباشرة جامعة القاهرة. وفى عام 1998-1999 انتقلت الكلية إلى مقرها الحالي ابتداءً من العام الجامعي 1998-1999.
وفى يونيو 2013 صدر قرار جمهوري لتصبح عدد سنوات الدراسة (5) خمسة سنوات بالإضافة إلى سنة التدريب الإجبارية بحيث يصبح إجمالي عدد سنوات الدراسة (6) ست سنوات. وفى يونيو 2014 تم إنشاء وتفعيل درجة DPT في العلاج الطبيعي وفى يونيو 2014 حصلت الكلية على الاعتماد من الهيئة القومية لضمان جودة التعليم والاعتماد. وفى أكتوبر 2017 حصلت الكلية عاى الإعتماد الدولى من الاتحاد الدولى للعلاج الطبيعى WCPT. وفى أغسطس 2017 تم اعتماد اللائحة الدراسية للبرنامج المتميز في العلاج الطبيعي بنظام الساعات المعتمدة وتم تفعيله من العام الدراسي 2017/2018.
في 13 نوفمبر 2017، أعلنت جامعة القاهرة، حصول كلية العلاج الطبيعي على شهادة الاعتماد الدولي لبرنامج البكالوريوس من الاتحاد الدولي للعلاج، الذي يضم في عضويته 111 دولة، وتعتبر الكلية أول كلية في مصر تحصل على هذا الاعتماد. قال رئيس جامعة القاهرة:
| كلية العلاج الطبيعي (جامعة القاهرة) | إن حصول كلية العلاج الطبيعي على الاعتماد الدولي للعلاج، جاء نتيجة أدائها المتميز وإدارتها المتميزة التي تسير بقوة في تطوير التعليم والتدريب والارتفاع بمستوى المهنة، الذي جعلها مؤهلة لتخريج كوادر مدربة تعمل في العلاج الطبيعي في مصر والوطن العربي. | كلية العلاج الطبيعي (جامعة القاهرة) |

في 17 مارس 2020، أعلنت كلية العلاج الطبيعي بجامعة القاهرة، عن إطلاق موقع مجلة الكلية الجديد بالتعاون مع الناشر الجديد "Springer". ويتم نشر فيها الأبحاث المقبولة، وتساعد في تقديم فيزيائي قادر على تقديم خدمات قائمة على الأدلة ومتمحورة حول المريض كعضو في الفريق الطبي.
في 07 فبراير 2020، حصلت كلية العلاج الطبيعي بجامعة القاهرة، على تجديد الاعتماد من الهيئة القومية لضمان الجودة والاعتماد، وذلك بعد استيفاء المعايير الأكاديمية لمتطلبات الجودة؛ ومدى ارتباط رسالة واستراتيجية الكلية برسالة الجامعة واستراتيجيتها.

## نظام الدراسة
مدة الدراسة في كلية العلاج الطبيعي 6 سنوات تقسم كالتالي:
- السنة الأولى والثانية: الدراسة الأكاديمية، ويتم فيهما دراسة مقررات قسمي العلوم الأساسية والميكانيكا الحيوية.
- السنة الثالثة والرابعة والخامسة للدراسة الإكلينيكية ويتم فيهما دراسة مقررات باقي الأقسام، بالإضافة إلى سنة الامتياز أو السنة التدريبية، ويتم فيها التدريب في أحد مستشفيات وزارة الصحة لمدة عام كامل 12 شهرا حتى يكتسب الخريج الخبرة الكاملة لنزوله إلى سوق العمل.

## أقسام الكلية
أقسام الكلية 9 أقسام وهي:
- قسم العلوم الأساسية.
- قسم الميكانيكا الحيوية.
- قسم لأمراض الباطنة والمسنين.
- قسم لأمراض النساء والتوليد.
- قسم للجراحة والحروق والجلدية.
- قسم للأمراض العصبية وجراحتها (أعصاب).
- قسم لاضطرابات الجهاز العضلي والحركي (عظام).
- قسم لأمراض الأطفال وجراحتها.